# Приходько, Сергей Александрович
Серге́й Алекса́ндрович Прихо́дько (7 марта 1962, Караганда, Казахская ССР, СССР) — советский и российский футболист и тренер, вратарь, мастер спорта СССР (1986).

## Биография
На высшем уровне выступал за ленинградский/петербургский «Зенит» и волгоградский «Ротор».
В 1991 уехал играть в Чехословакию. В команде ДАК из высшей лиги так и не сыграл ни одного матча, после чего 3 сезона отыграл за клуб 3-го дивизиона «Габчиково».
В 1995 вернулся в «Зенит», вместе с которым поднялся из первой лиги в высшую.
В 1999—2002 годах работал тренером в «Зените».
Сын Сергей также вратарь.